# Адаптаційний синдром
Адаптаці́йний синдро́м — комплекс різноманітних реакцій захисного характеру, що виникають в організмі людини і тварини у відповідь на значні пошкоджувальні діяння (стресори).
Адаптаційний синдром характеризується зменшенням розмірів загрудинної залози (тимуса), селезінки, лімфатичних вузлів, кількості еозинофілів і лімфоцитів, прискоренням процесів катаболізму. Ці прояви свідчать про наявність стресу. У розвитку адаптаційного синдрому розрізняють 3 етапи:
- так звану реакцію тривоги;
- стадії резистентності (опірності);
- виснаження.

Стадія виснаження виникає тільки при тривалому чи дуже сильному діянні шкідливих факторів.
Стресорами можуть бути фізичні, хімічні, біологічні та психічні впливи.
У формуванні адаптаційного синдрому значну роль відіграють гіпофізарно-надниркова й нервова системи. При адаптаційному синдромі посилюється секреція адренокортикотропного гормону й кортикостероїдів. Виявленість адаптаційного синдрому може не відповідати силі ушкоджувального діяння, що є причиною хвороб адаптації.